# Melcombe Regis
 (février 2025).
Si vous disposez d'ouvrages ou d'articles de référence ou si vous connaissez des sites web de qualité traitant du thème abordé ici, merci de compléter l'article en donnant les références utiles à sa vérifiabilité et en les liant à la section « Notes et références ».
Melcombe Regis est un ancien port du Dorset, en Angleterre, qui fait aujourd'hui partie de la ville de Weymouth.

## Histoire
Melcombe Regis est situé au nord du port naturel de Weymouth, en face de la ville de Weymouth, qui se trouve au sud. Ce port commercial prospère devient un borough par charte royale en 1268. C'est à Melcombe Regis que la peste noire serait arrivée en Angleterre en 1348.
En 1571, sous le règne de la reine Élisabeth Ire, les deux boroughs de Melcombe Regis et Weymouth sont réunis pour former un borough double. Bien que Melcombe Regis occupe le cœur de la nouvelle ville, elle prend le nom de Weymouth.